# 홍형의
홍형의(洪亨義, 1910년 ~ 1968년)는 일제강점기의 조선인 아나키즘 운동가, 에스페란토어 운동가이다.
1931년 4월 일본 동경에 유학하여 일본대학에 입학, 1933년 2월 흑우연맹(黑友聯盟)에 가맹하여 한하연(韓何然)·홍성환(洪性煥)이 창립한 『자유코뮨』을 편집하였다.
1934년 에스페란토어로 소설 농촌 개척자를 『Aganto』라는 문학잡지에 연재하다가 학생사건에 관련되어 일본에서 추방되었다. 1937년 경성에서 무정부주의운동의 학술단체인 조선에스페란토문화사를 창립하고 조선에스페란토문화사의 사장으로 순수한 조선에스페란토어로 된 『Korea Esperantista』를 발행하였다. 1939년 3월 일제의 탄압으로 에스페란토지(誌)는 폐간되었다.
최해청(崔海淸)과 함께 근로자 교육기관으로서 대구 청구대학(靑丘大學)을 육성하는데 힘을 쓴다. 1968년 대구에서 죽을 때까지 30여년간 우리나라 에스페란토어 발전에 노력한 인물로 평가된다. 그의 에스페란토어운동은 곧 코스모폴리탄적인 평화주의운동이었고, 전 세계의 아나키스트들과의 연대성을 강화하는 데 기여한 바 컸다는 평이 있다.